# Paspalum botteri
Paspalum botteri là một loài thực vật có hoa trong họ Hòa thảo. Loài này được (E.Fourn.) Chase mô tả khoa học đầu tiên năm 1923.